# Punta Rassa
Punta Rassa est une census-designated place du comté de Lee, dans l'État de Floride, aux États-Unis,. En 2020, elle compte une population de 1 620 habitants.